# Nikolaus Ott
Nikolaus Ott   (Constança, 9 de juliol de 1945) és un remer alemany, ja retirat, que va competir sota bandera de la República Federal Alemanya durant la dècada de 1960.
El 1968 va prendre part en els Jocs Olímpics d'Estiu de Ciutat de Mèxic, on disputà dues proves del programa de rem. En la prova del vuit amb timoner guanyà la medalla d'or, mentre en el quatre amb timoner fou dotzè. Junt amb la resta de l'equip va dur la bandera olímpica en la cerimònia inaugural dels Jocs de Munic de 1972.